# Dhu-Samawi
dhu-Samawi (altsüdarabisch ḏ-S1mwy, DMG ḏū-Samāwī, möglicherweise "der aus dem Himmel") war ein altsüdarabischer Gott und Stammesgott des Volkes der Amir. Er wird auf von Amir gestifteten Weiheinschriften aus dem Land der Amir und aus deren Kolonien in Haram, Marib und Timna sowie auch im nordarabischen Thamud erwähnt. Sein heiliges Tier war das bei den Amir sehr bedeutende Kamel, daher wurden ihm oft Kamelstatuetten gestiftet. Daneben könnte auch das Symbol  zu ihm gehören.